# Талалаї
Талала́ї — село в Україні, у Погребищенській міській громаді Вінницького району Вінницької області. Населення становить 233 особи.

## Географія
Через село тече річка Котлярка, ліва притока Смотрухи.

## Історія
Під час організованого радянською владою Голодомору 1932—1933 років померло щонайменше 244 жителі села.
Під час Другої світової війни село було зайняте німецькими військами у другій половині липня 1941 року. Червоною армією село було зайняте 31 грудня 1943 року.
12 червня 2020 року, відповідно до розпорядження Кабінету Міністрів України № 707-р «Про визначення адміністративних центрів та затвердження територій територіальних громад Вінницької області», увійшло до складу Погребищенської міської громади.
19 липня 2020 року, в результаті адміністративно-територіальної реформи та ліквідації Погребищенського району, село увійшло до складу Вінницького району.

## Населення
За даними перепису 2001 року кількість наявного населення села становила 233 осіб, із них 99,57 % зазначили рідною мову українську, 0,43 % — російську.
| Рік            | 1989 | 2001 |
| -------------- | ---- | ---- |
| Кількість осіб | 306  | 233  |